# Embolie graisseuse

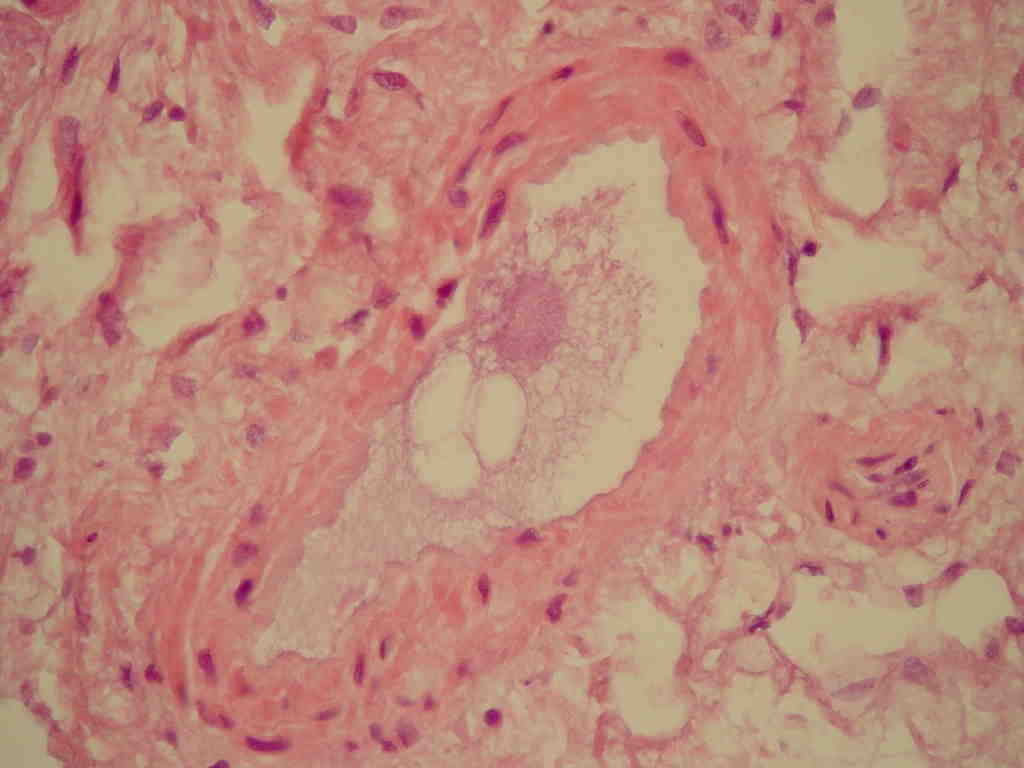
Embolie graisseuse

Une embolie graisseuse est une embolie de moelle osseuse dans les artères pulmonaires. Elle fait suite à une fracture osseuse. Elle doit se distinguer d'une embolie de cholestérol, le matériel embolisé étant, dans ce dernier cas, le contenu d'une plaque d'athérome et non pas de la moelle et la destination finale étant au niveau périphérique et non pas pulmonaire.

## Historique
Les premières descriptions remontent au début du XXe siècle.

## Épidémiologie
L'embolie graisseuse complique le plus souvent une fracture d'un os long des membres inférieurs (fémur) et le risque est d'autant augmenté s'il s'agit d'un homme et que les fractures sont multiples. Il s'agit toutefois d'une complication rare, concernant de l'ordre de 1 patient pour 1000 avec une fracture. Les causes non traumatiques, comme la liposuccion, sont exceptionnelles. 
Cette incidence est cependant très vraisemblablement sous estimée car elle reste asymptomatique dans la très grande majorité des cas.

## Mécanisme
Après fracture, la moelle, au contact du système veineux, peut migrer jusqu'aux capillaires pulmonaires. Outre l'effet occlusif mécanique, la moelle possède des propriétés inflammatoires et thrombotiques, cette dernière aggravant l'occlusion et le tout pouvant conduire à une insuffisance respiratoire pouvant aller jusqu'à un syndrome de détresse respiratoire aiguë. Le rôle de l'inflammation explique le caractère retardé des signes.
L'embolie peut se diffuser, à travers un foramen ovale perméable (communication entre le cœur droit et gauche) sur le réseau artériel systémique, expliquant les signes autres que respiratoires.

## Clinique
Elle  se traduit par une dyspnée (essoufflement) survenant plusieurs heures après un traumatisme, d'importance variable suivant l'importance de l'embolie. Il peut exister une fièvre, des signes neurologiques, une éruption cutanée à type de pétéchies.  Ces dernières peuvent être retrouvées au niveau du fond d’œil. Les formes graves peuvent aller jusqu'à un état de choc et un décès. 
Une fracture osseuse est toujours présente.

## Diagnostic
La radiographie thoracique montre un aspect d'œdème pulmonaire, non classique en cas d'embolie pulmonaire simple. 
Le lavage broncho-alvéolaire peut retrouver des inclusions lipidiques.
La biologie peut montrer une anémie, un syndrome inflammatoire, une thrombopénie.
L'embolie graisseuse ne doit pas être confondue avec une embolie pulmonaire banale (c'est-à-dire par migration d'un thrombus à partir, le plus souvent, d'une veine des membres inférieurs), cette dernière étant une complication classique d'un traumatisme.

## Traitement
Il reste purement symptomatique. L'intérêt d'une anticoagulation n'est pas démontré. L'évolution est le plus souvent favorable.
La mise sous corticoïdes n'a pas d'efficacité démontrée sur la maladie mais pourrait diminuer sa probabilité de survenue.